# San Antonio Ilotenango
San Antonio Ilotenango est une ville du Guatemala dans le département du Quiché.